# Az 1998-as rigai robbantások
Az 1998-as rigai robbantások alatt robbantásos merényletek sorozatát értjük, amelyeket Lettország fővárosában, Rigában hajtottak végre, és amelyek akkoriban jelentős visszhangot kaptak, főleg a fasiszta csoportokkal való kapcsolatuk és a lettországi fasizmus növekedésének veszélye miatt. Az Egyesült Államok kormánya felajánlotta, hogy segít a gyanúsítottak felkutatásában, "gyávának" nevezve a tetteket, Guntars Krasts akkori lett miniszterelnök pedig elítélte a merényleteket, az ország destabilizálására tett kísérletnek nevezve azokat.
Április 2-án 1 óra 50 perckor bomba robbant Riga óvárosában, a 92 éves Peitav zsinagógánál, amely a város egyetlen működő zsinagógája, súlyos károkat okozva az épületben és a környékén. A bombát, amelyet feltehetőleg fasiszta szélsőségesek telepítettek, a jelentések szerint a zsinagóga bejárati lépcsőjén helyeztek el. A bomba jelentős károkat okozott, beleértve a 90 kilogrammos tölgyfaajtó kiszakítását, az alagsori, az első és második emeleti ablakok és burkolatok megsemmisítését, valamit egy mély lyukat hagyott a falban. Személyi sérülés azonban nem történt.
Négy nappal az április 2-i robbantás után újabb merénylet történt, amely a rigai orosz nagykövetségben okozott károkat. Az április 2-i robbanáshoz hasonlóan nem voltak sérültek. A robbanás kiváltója egy plasztik robbanóanyag volt, amely egy szemetesben robbant fel. A merényletet a nacionalista és szélsőséges akciók felerősödésével hozták összefüggésbe, ami komolyan megzavarta a lett, zsidó és orosz kapcsolatokat. Alekszandr Udalcsov, Oroszország lettországi nagykövete a lett vezetőkhöz csatlakozva az incidensért azokat okolta, akik éket próbálnak verni az oroszok és a lettek közé. Az orosz külügyminisztérium ellentmondásos módon a rigai nagykövetség előtti robbantást a "Lettországban nemrégiben kialakult oroszellenes hisztériának, valamint a nacionalizmus és a szélsőségesség bátorításának" tulajdonította, és drasztikus intézkedéseket sürgetett a bűnösök megbüntetésére.
Néhány nappal a rigai robbantások után Liepāja kikötővárosában megrongálták a holokauszt lett áldozatainak emlékművét.

## 1995 májusi robbantások
Az 1998. április 2-i bombatámadás volt a második a zsinagógával szemben. A zsinagógát 1995. május 6-án is célba vették, de akkor jóval kisebb kárt okoztak.

## Moszkvai robbantások
Hasonló robbantások történtek 1998. május 13-án Moszkvában is, ahol egy bomba hasított át a Marjina Roscsa zsinagóga külső falán, amely a moszkvai Chábád Lubavics közösség központja. A robbanás jelentős károkat okozott a földszinti szentélyben, megrongálta a közelben parkoló autókat, és a szomszédos épületben két ember könnyebb sérülést szenvedett. A zsinagógában senki sem sérült meg. A gyülekezet eredeti fából épült zsinagógája 1993-ban porig égett, amit abban az időben véletlennek gondoltak. Az 1996-ban felszentelt új épületet néhány hónappal az újranyitás után bombatámadás érte. A támadást összekapcsolták a kevesebb mint egy hónappal korábbi rigai zsinagógatámadással. A támadásokat azonban sokkal profibb módon hajtották végre.

## Lett–orosz válság
A merényletek feszültté tették a lett és az orosz kormány kapcsolatát:
Március 3.: A rigai városi tanács épülete előtt mintegy 1000 főleg orosz demonstráló gyűlt össze. A rendőrök gumibotokkal szorítottak vissza őket.
Március 4 .: Az orosz vezetők panaszkodtak a tüntetőkkel szemben tanúsított erőszak miatt, elítélve a lett rendőrség intézkedéseit. Guntars Krasts lett miniszterelnök felszólalt a lett rendőrség védelmében.
Március 6 .: Viktor Csernomirgyin orosz miniszterelnök nyíltan bírálta Guntars Krastst és kijelentette: "Az ott történtekről szóló hírek Oroszországban borzongást keltettek".
Március 16.: Rigában a Lett Légió több mint 500 veteránja megemlékező sétát tett a főváros központjában, kiváltva Moszkva rosszallását. Az orosz külügyminisztérium még több vitát kiváltva reagált, mondván: "Ez a fasiszta alárendeltekre való figyelem szégyenteljes Európának."
Március 28.: Újabb demonstrációt tartottak a lett moszkvai nagykövetségen. Jurij Luzskov, az orosz elnöki poszt egyik lehetséges várományosa kijelentette, hogy "a lettországi oroszokat rabszolgákká tették". Az EU kiállt Oroszország mellett.
Április 1.: A lett gazdasági minisztérium szerint Oroszország már alacsony szintű szankciókat alkalmazott, többek között lassította az élelmiszerek határátlépését és a lett halászati jogok korlátozását az orosz vizeken, ami Lettországnak már mintegy 300 000 000 dollárjába került.
Április 2.: A rigai Peitav zsinagóga elleni bombamerényletre a kora reggeli órákban került sor. A robbanás ismét nemkívánatos figyelmet vonzott Lettországra. Senki sem vállalt felelősséget a támadásért, és Lettország az FBI segítségét kérte az elkövetők felkutatásában. A lett rendőrség vezetőjét elbocsátották el, mert nem tett jobb biztonsági óvintézkedéseket.
Április 3.: A lett Biztonsági Tanács, amelynek tagjai az elnök és a miniszterelnök is, a megye katonai főnökének elbocsátását szorgalmazta, amiért részt vett az előző hónapban tartott Lett Légió felvonulásán.
Április 4.: Lettország elnöke, Guntis Ulmanis aggodalmát fejezte ki amiatt, hogy a rossz sajtó rontotta az ország EU-csatlakozásának kilátásait.
Április 6.: Egy kisebb robbanószerkezet robbant egy szemétkosárban az orosz nagykövetséggel szemben, Riga központjában. Moszkva szerint a robbanás újabb bizonyíték arra, hogy Lettországban tombol a szélsőségesség. A lett sajtó arról írt, hogy a nagykövetségnél történt robbantás az orosz titkosszolgálat módszereire utalt.
Április 8.: A többpárti koalíció legnagyobb pártja, a balközép Saimnieks bejelentette, hogy kilép a kormányból. Kritizálta a miniszterelnököt, hogy hozzájárult az Oroszországgal való kapcsolatok megromlásához.

## Fordítás
- Ez a szócikk részben vagy egészben  a(z)   1998 Riga bombing című angol Wikipédia-szócikk ezen változatának fordításán alapul.  Az eredeti cikk szerkesztőit annak laptörténete sorolja fel. Ez a jelzés csupán a megfogalmazás eredetét és a szerzői jogokat jelzi, nem szolgál a cikkben szereplő információk forrásmegjelöléseként.